# Parafia Najświętszego Serca Pana Jezusa w New Britain
Parafia Najświętszego Serca Pana Jezusa w New Britain (ang. Sacred Heart Parish) – parafia rzymskokatolicka położona w New Britain, Connecticut, Stany Zjednoczone.
Jest ona jedną z wielu etnicznych, polonijnych parafii rzymskokatolickich w Nowej Anglii z mszą św. w j. polskim dla polskich imigrantów.
Nazwa parafii jest dedykowana Najświętszemu Sercu Pana Jezusa.
Ustanowiona 10 sierpnia 1894 roku.

## Historia
10 sierpnia 1894 roku, polska wspólnota katolicka w New Britain stała się misją najstarszej polonijnej parafii w archidiecezji Hartford, św. Stanisława Biskupa i Męczennika w Meriden. Misja zakończyła się 10 września 1895, kiedy ks. Lucjan Bójnowski został mianowany proboszczem w New Britain. Początkowo, nowa parafia została dedykowana św. Kazimierzowi, ale nazwa została w 1896 roku oficjalnie zmieniona dla uczczenia Najświętszego Serca Pana Jezusa. Kościół Najświętszego Serca Pana Jezusa przy Orange St. został poświęcony przez biskupa Michaela Tierneya w dniu 4 października 1896.